# 村長相応
「村長相応」（そんちょうそうおう、巴: Gāmaṇi-saṃyutta, ガーマニ・サンユッタ）とは、パーリ仏典経蔵相応部に収録されている第42相応。「聚落主相応」（しゅうらくしゅそうおう）とも。

## 構成
全13経から成る。
1. Caṇḍa-sutta
2. Tālapuṭa-sutta
3. Yodhājīva-sutta
4. Hatthāroha-sutta
5. Assāroha-sutta
6. Asibandhakaputta-sutta
7. Khettūpama-sutta
8. Saṅkhadhama-sutta
9. Kula-sutta
10. Maṇicūḷaka-sutta
11. Bhadraka-sutta
12. Rāsiya-sutta
13. Pāṭaliya-sutta

## 日本語訳
- 『南伝大蔵経・経蔵・相応部経典5』（第16巻上） 大蔵出版
- 『原始仏典II 相応部経典4』 中村元監修 春秋社